# Actuality
Actuality, stylisé AcTualiTy, était une émission de télévision française diffusée en direct  sur France 2 du 5 septembre 2016 au 3 mars 2017 et présentée par Thomas Thouroude.
Elle est diffusée du lundi au vendredi à 17 h 55.

## Principe
Thomas Thouroude analyse en direct l'actualité en essayant de la rendre accessible à tous à l'aide d'« éclaireurs » (journalistes, historiens, etc.) et en présence de deux invités.
Le mot « actuality » est un faux-ami qui veut dire « réalité » en anglais. L'inculture dont fait preuve ce choix de titre a été source de raillerie et de controverse, surtout au sujet de l'utilisation abusive d'anglicisme dans les médias. 

### Chroniques et chroniqueurs
- VO/VF, présenté par Bruno Donnet, journaliste, avec pour objectif de « traduire la parole politique » durant la session 2016.
- L’autre actualité, présentée par Marion Seclin, durant la session 2016.
- Le message de Thomas VDB et Mathieu Madénian, comédiens.
- Isabelle Saporta (démission mi-janvier 2017[3],[4]), Eugénie Bastié, Jean-Christophe Buisson, Roselyne Bachelot[5],[6]
- Luc Langevin (illusionniste)[7], Antonio (magicien)[7], Viktor Vincent (mentaliste)[8], Patrick Chanfray[9], Sophie Tapie[9], Philippe Candeloro[10],[9], Tanguy Pastureau[1], Artus[7] en 2017[11] et Bruno Donnet[12].

## Audiences
La première émission d'Actuality diffusée le 5 septembre 2016 a réuni 438 000 téléspectateurs, pour une part d'audience de 4,2 %. Pour sa première semaine, l'émission réalise une moyenne de 346 000 téléspectateurs, soit 3,7 % de part d'audience.
De même que pour Amanda, l'émission, à la suite de mauvaises audiences, risque de ne plus être présente à la rentrée 2017 selon LCI. Après des scores en hausse (entre 500 000 et 600 000 téléspectateurs, avec une grimpée de 900 000 à la fin de l'émission), Thouroude déclare à l'antenne de RTL : « La courbe est bonne, ça commence à devenir un rendez-vous [...] pour les téléspectateurs. Les gens commencent à nous accepter dans leur salon. » Le programme arrive ainsi à conquérir une part d'audience de 5 % en moyenne.
Actuality enregistre sa plus basse performance de 2017 le mardi 10 janvier, avec 492 000 téléspectateurs (4 % de part d'audience), mais réalise néanmoins sa meilleure performance depuis sa création le jeudi 26 janvier 2017, en réunissant 701 000 téléspectateurs, soit 5,9 % du public ; c'est un record sur les deux indicateurs. La mise en place d'Un chef à l'oreille à la place d'Amanda permet donc de monter les audiences du talk-show de Thomas Thouroude, avec 672 000 téléspectateurs en moyenne et 5,1 % de part d'audience, la meilleure semaine que l'émission ait connue.
Le site PureMédias révèle le 26 janvier 2017 qu'Actuality laisse sa place à un jeu produit par Nagui et présenté par Olivier Minne avec Sidonie Bonnec, Tout le monde a son mot à dire,. Il arrive en mars 2017 et est programmé pour 18 h. Caroline Got, directrice exécutive de France 2, sur l'antenne d'Europe 1, n'indique cependant pas de date de fin. Les sites médias et la chaîne confirment l'arrêt de l'émission dès le 10 mars.